# Железничка пруга
Железничку пругу чини један или више колосека, који спајају службена места, по којима се крећу железничка возила. Према ширини колосека пруга може бити:
- уског (узаног) колосека (600 mm, 750 mm, 760 mm (најчешћи), неки делови Индонезије; 1000 mm, делови Швајцарске; 1067 mm, Јужна Африка, Јапан)
- нормалног колосека (1435 mm, најчешће коришћена),
- широког колосека (1524 mm, Русија; 1665 mm, Португалија; 1667 mm, Шпанија).

## Састав
Железничка пруга је специфични пут којим се обавља железнички саобраћај. Под појмом пруга у ширем смислу речи подразумева се горњи и доњи строј пруге, објекти изграђени на њој, пружни појас и одређени ваздушни простор над колосеком.
Колосек се састоји од шина и прагова. Прагови повезују шине, које чине колосек. Шине су постављене вертикално на прагове који се постављају у једнаким размацима. Шине су тирфонима и жабицама спојене са праговима. Спајање колосека врши се помоћу скретница.

## Главни параметри
- ширина колосека
- осовинско оптерећење (максимални дозвољени терет)
- највећа дозвољена брзина

## Регулација саобраћаја и сигнализација
Сва кретања на железници, под којима се подразумева саобраћај возова или вожња других возила, маневрисање и друга кретања, морају се одвијати сигурно, безбедно и уредно. Да би се ово постигло, неопходно је остварити добро, благовремено и сигурно споразумевање међу радницима који управљају овим кретањима, односно који непосредно изводе кретања по железничком путу.
Регулација саобраћаја врши се сигналима. На пругама великих брзина користи се директна сигнализација у кабини машиновође, као и аутоматска повратна информација о стању воза (сигнални састави возова велике брзине, као нпр. ЕТSC). 
Како би се саобраћај на прузи одвијао несметано и сигурно за све учеснике у њему, при укрштању пруга са друмским саобраћајем постављају се рампе, опремљене знаком или светлосном сигнализацијом. Рампе са полубраницима или браницима користе се на пругама где је интензитет саобраћаја веома густ и где су брзине веће.